# Jack Thomas (skeletonracer)
Jack Thomas (19 mei 1990) is een Brits voormalig skeletonracer.

## Carrière
Thomas maakte zijn wereldbekerdebuut in het seizoen 2015/16 waar hij 39e werd. Het seizoen erop werd hij 18e, met een 32e plaats het seizoen erop nam hij niet vaak deel aan wedstrijden op het hoogste niveau. In het seizoen 2018/19 behaalde hij een 21e plaats het was tevens het laatste seizoen dat hij deelnam aan het professionele skeleton.
Op zijn eerste wereldkampioenschap in 2017 werd hij 16e, twee jaar later in 2019 werd hij 27e.
Na zijn skeletoncarrière bleef hij in de sport aanwezig en ging in 2019 werken voor het Chinees Olympisch comité waar hij deel uit maakt van het coach team. In 2021 vetrok hij bij het Chinese team en ging aan de slag bij de Amerikaanse ploeg.

## Resultaten

### Wereldkampioenschappen
| Jaar | Plaats    | Resultaat       |
| ---- | --------- | --------------- |
| 2017 | Königssee | 16e Individueel |
| 2020 | Altenberg | 27e Individueel |

### Wereldbeker
Eindklasseringen
| Seizoen   | Rang |
| --------- | ---- |
| 2015/2016 | 39e  |
| 2016/2017 | 18e  |
| 2017/2018 | 32e  |
| 2018/2019 | 21e  |